# Liliana Salazar (actriz)
Liliana María Salazar Lara (Cartagena, Colombia, 14 de junio de 1977) es una actriz, modelo y presentadora de televisión colombiana. Es conocida por participar en el certamen de belleza Señorita Colombia de 1999 y por participar en diferentes telenovelas como: María Madrugada de 2001, Luna, la heredera de 2004, La Tormenta de 2005, A corazón abierto de 2010.

## Biografía
Liliana Salazar nació en Cartagena, Colombia, hija de Gustavo Salazar, quien es un Capitán retirado del Ejército Nacional de Colombia, y Olga Lara. Es una actriz reconocida que comenzó su carrera artística con la telenovela "Maria Madrugada", donde recibió una nominación como "Actriz de revelación" en el Premio TV y Novelas Colombia 2001.
La actriz colombiana obtuvo su título en Ingeniería Industrial de la Universidad del Norte en Barranquilla / Colombia. En 1999, mientras estudiaba, fue elegida para representar al departamento del Atlántico (Ciudad de Barranquilla) en el concurso nacional de belleza colombiano. Después, se estableció en la capital del país y comenzó sus estudios como actriz.
La carrera de Liliana ahora abarca muchos años exitosos. Sus trabajos incluyen: modelaje, comerciales de televisión, actuación teatral, fotos publicitarias, modelado de pasarela, alojamiento, series de televisión, telenovelas y ser presentadora de televisión.
María ha participado en más de 25 producciones de televisión que se han visto en más de 16 países, como algunos países de América Latina, Estados Unidos, España e increíblemente en lugares como China, Rusia, Israel, Rumania, Eslovenia, entre otros.
Considerada una de los 50 artistas más bellos de Colombia, dos de las producciones en las que ha participado han tenido la calificación más alta en la historia de la televisión. En Colombia, "EL CAPO" y "A CORAZON ABIERTO" han alcanzado la calificación más alta de todos los tiempos en el país.
Liliana reafirma su inclinación filantrópica trabajando con la fundación "EL CAMINO A LA FELICIDAD INT". El propósito de esta fundación es elevar el nivel de ética de la sociedad mediante el uso de sus materiales no políticos y no religiosos que afectan a más de 170 países con su filosofía.
Liliana, tiene un espectáculo / seminario artístico que ha llevado este mensaje de ética a más de 200,000 personas en 7 países de América Latina. Ella ha dado su espectáculo / seminarios a gobiernos, militares, policías, comunidades vulnerables y empresas, por lo que ha recibido más de 150 premios. Por su éxito, fue nombrado Embajador en Colombia por "EL CAMINO A LA FELICIDAD INT".

## Filmografía

### Televisión
| Año       | Título                      | Personaje                 | Cadena             |
| --------- | --------------------------- | ------------------------- | ------------------ |
| 2015      | Esmeraldas                  | Esmeralda Ortega (adulta) | Caracol Televisión |
| 2011      | Below the surface           | Candy                     |                    |
| 2010-2011 | A corazón abierto           | Dra. Claudia Torres       | RCN Televisión     |
| 2009      | Amor, mentiras y video      | Dora                      | RCN Televisión     |
| 2008      | La Traición                 | Marina de Monsalve        | Telemundo          |
| 2007      | Nadie es eterno en el mundo | Daniela Cienfuegos        | Caracol Televisión |
| 2006      | La ex                       | Verónica Pardo            | Caracol Televisión |
| 2005      | La Tormenta                 | Jenny                     | Telemundo          |
| 2004      | La saga, negocio de familia | Grecia                    | Caracol Televisión |
| 2004      | Luna, la heredera           | Mónica                    | Caracol Televisión |
| 2002      | María Madrugada             | Catalina                  | Caracol Televisión |
| 2002      | Expedientes                 | Marta (1 episodio)        | RCN Televisión     |